# NGC 4482
NGC 4482 é uma galáxia elíptica (E) localizada na direcção da constelação de Virgo. Possui uma declinação de +10° 46' 45" e uma ascensão recta de 12 horas, 30 minutos e 10,3 segundos.
A galáxia NGC 4482 foi descoberta em 15 de Março de 1784 por William Herschel.